# Rezerwat przyrody Bórbagno Miałka
Rezerwat przyrody „Bórbagno Miałka” – torfowiskowy rezerwat przyrody w województwie zachodniopomorskim, w powiecie stargardzkim, w gminie Ińsko. Położony jest po zachodniej stronie jeziora Ińsko, na północ od zabudowań wsi Linówko, na zachód od miejscowości Miałka. Obejmuje grunty leśnictwa Kielno w Nadleśnictwie Dobrzany.
Został utworzony rozporządzeniem Nr 74/2007 Wojewody Zachodniopomorskiego z dnia 29 października 2007. Zajmował wówczas powierzchnię 34,20 ha, zaliczany był do rezerwatów florystycznych, a jako cel ochrony rezerwatu podano „zachowanie boru bagiennego z rzadkimi gatunkami roślin naczyniowych i torfowców”. Zarządzeniem Regionalnego Dyrektora Ochrony Środowiska w Szczecinie z dnia 29 listopada 2017 powiększono rezerwat do 49,82 ha, zmieniono jego rodzaj na torfowiskowy oraz nieco zmodyfikowano cel ochrony, którym jest teraz: „zachowanie mozaiki siedlisk torfowiskowych i leśnych z charakterystyczną dla nich florą i fauną”.
Rezerwat położony jest na terenie Ińskiego Parku Krajobrazowego oraz w granicach dwóch obszarów sieci Natura 2000: obszaru specjalnej ochrony ptaków „Ostoja Ińska” PLB 320008 oraz obszaru siedliskowego „Pojezierze Ińskie” PLH320067.
Według obowiązującego planu ochrony ustanowionego w 2013 roku (z późniejszymi zmianami), obszar rezerwatu objęty jest ochroną czynną.

## Flora i fauna
Różnorodność siedlisk oraz niejednorodne stosunki wodne są przyczyną jego dużej różnorodności florystycznej. Na wschód od rezerwatu znajdują się rozległe łąki z zagłębieniami otoczonymi zaroślami wierzbowymi wypełnionymi wodą lub porośniętymi szuwarem turzycowym. Pozostałości boru bagiennego: Vaccinio uligonosi-Pinetum znajdują się głównie w części zachodniej i północnej kompleksu leśnego.
W rezerwacie występuje: bagno zwyczajne Ledum palustre, borówka bagienna Vaccinium uliginosum, żurawina błotna Oxycoccus palustris, wełnianka pochwowata Eriophorum vaginatum, pływacz zwyczajny Urticularia vulgaris, turzyca ciborowata Carex cyperoides, turzyca pospolita Carex fusca, turzyca długokłosa Carex elongata i turzyca pęcherzykowata Carex vesicaria, oraz wrzos zwyczajny Calluna vulgaris. Warstwę mszystą stanowią torfowce – głównie Sphagnum palustre, Sph. magellanicum, Sph. squarosum, Sph. fimbriatum oraz Sph. russowii. Podmokły teren rezerwatu jest lokalną ostoją zwierzyny w polnym krajobrazie terenów pomiędzy wsiami Ścienne i Linówko.
Bytuje tu też rodzina bobra europejskiego Castor fiber. Wpłynęła ona w istotny sposób na stosunki wodne rezerwatu i terenów przyległych.